# المحسن (أسماء الله الحسنى)
المحسن هو من أسماء الله الحسنى، ومعناه: الكريم الجواد الذي يحب الإحسان.

## في السنة النبوية
ورد في السنة النبوية:
- فعن شَدَّادِ بْنِ أَوْسٍ قَالَ: قَالَ رَسُولُ اللهِ ﷺ :«إِنَّ اللهَ مُحْسِنٌ فَأَحْسِنُوا وَإِذَا قَتَلْتُمْ فَأَحْسِنُوا قِتْلَتَكُمْ وَإِذَا ذَبَحْتُمْ فَلْيُحِدَّ أَحَدُكُمْ شَفْرَتَهُ وَلْيُرِحْ ذَبِيحَتَهُ[1]»
- وعن سمرة بن جندب قَالَ: قَالَ رَسُولُ اللهِ ﷺ :«إنّ الله تعالى مُحْسِنٌ فأحْسِنُوا[2]»
- وعن أنس بن مالك قَالَ: قَالَ رَسُولُ اللهِ ﷺ :«إذا حَكَمْتُمْ فاعْدِلُوا وإذا قَتَلْتُمْ فأَحْسِنُوا فإِنَّ الله مُحْسِنٌ يُحِبُّ المُحْسِنِينَ[3]»

## الأقول في إثباته
- قال ابن القيم: «واسم البر المحسن المعطي المنان ونحوها : تقتضي آثارها وموجباتها[4]»
- قال ابن تيمية: «وكان شيخ الإسلام الهروي قد سمَّى أهل بلده بعامة أسماء الله الحسنى ، وكذلك أهل بيتنا غلب على أسمائهم التعبيد لله : كعبد الله ، وعبد الرحمن ، وعبد الغني ، والسلام ، والقاهر ، واللطيف ، والحكيم ، والعزيز ، والرحيم ، والمحسن ، والأحد ، والواحد ، والقادر ، والكريم ، والملك ، والحق»[5]
- قال ابن عثيمين: «والمحسن : أيضاً من أسماء الله تبارك وتعالى ، ولهذا ما زال الناس يسمون " عبد المحسن " ، " عبد المنان " ، والعلماء يعلمون بذلك ولا ينكرونها[6]»
- كتب عبد الرزاق بن عبدالمحسن العبَّاد رسالة بعنوان إثبات أن المُحسن اسم من أسماء الله الحسنى ، ونشرها في مجلة البحوث الإسلامية عدد 36 (من ص 363 - 376) ، وقد ذكر فيها الأحاديث الثلاثة السابقة، والنقولات عن ابن تيمية وابن القيم ثم ختم الرسالة بقوله:«وقد سمِّي بـ عبد المحسن عدد من ذوي الفضل والعلم وغيرهم ، وقد جمعتُ ما وقفتُ عليه ممن سمِّي بذلك إلى نهاية القرن التاسع – دون نقصٍ دقيق – واقتصرت على الذين وجد لهم تراجم[7]»
- أثبته علوي بن عبد القادر السقاف في كتابه صفات الله عز وجل الواردة في الكتاب والسنَّة (ص 44)

## لغويًا
المُحْسِنُ هو الكثير الإحسان والنفع ويُقَال مُحْسِنٌ على الذّي يُتْقِنُ الفعل: كالقول «أحسنت قولا»، «أحسنت صنعا»، «يُحْسِنُ عمله».

## الصفات التي يتضمنها اسم المحسن

### صفة في الكرم
- أن الله عزّ وجلّ مُحْسِنُ كَرِيم بَرُّ جواد لا ينقطع إحسانه شَمِلَ كَرَمُهُ كلَّ الخلق، يبدأ بالنعمة قبل السؤال يرزق بدون حرمان، شَكُور يضاعف ويزيد بإحسانه الأجر بغير حساب.
- أن الله عز وجل أمر بالإحسان بقوله: ﴿إِنَّ اللَّهَ يَأْمُرُ بِالْعَدْلِ وَالْإِحْسَانِ وَإِيتَاءِ ذِي الْقُرْبَى وَيَنْهَى عَنِ الْفَحْشَاءِ وَالْمُنْكَرِ وَالْبَغْيِ يَعِظُكُمْ لَعَلَّكُمْ تَذَكَّرُونَ ۝٩٠﴾[8] (سورة النحل، الآية 90)
- قال الله عز وجل: ﴿وَأَنْفِقُوا فِي سَبِيلِ اللَّهِ وَلَا تُلْقُوا بِأَيْدِيكُمْ إِلَى التَّهْلُكَةِ وَأَحْسِنُوا إِنَّ اللَّهَ يُحِبُّ الْمُحْسِنِينَ ۝١٩٥﴾[9] (سورة البقرة، الآية 195)

### صفة في الإتقان
- أن الله أثنى سبحانه على نفسه بأنه أحسن خلق السموات والأرض وما فيهما، فكلّ شئ متقن في إبداع جمال وكمال خلق يحار فيه العقل والبصر.
- قال الله عز وجل: ﴿الَّذِي أَحْسَنَ كُلَّ شَيْءٍ خَلَقَهُ وَبَدَأَ خَلْقَ الْإِنْسَانِ مِنْ طِينٍ ۝٧﴾[10] (سورة السجدة، الآية 7)
- قال ابن القيم في النونية: